# Ferrari 330
Ferrari 330 — две разные серии спортивных автомобилей, выпускавшиеся итальянской фирмой Ferrari. Их объединяло использование четырёхлитрового двенадцатицилиндрового V-образного двигателя, рабочий объём одного цилиндра которого примерно равнялся 330 см³, отсюда и названия моделей. Четырёхместный закрытый автомобиль 330 GT 2+2 выпускался с 1964 по 1967 годы, а двухместные, закрытое купе 330 GTC и открытый родстер 330 GTS — с 1966 по 1968.
Помимо спортивных, несколько серий гоночных прототипов Ferrari имели четырёхлитровые двигатели и соответствующее обозначение «330» в названии. Также, последняя партия в 50 экземпляров модели 250 GT 2+2 оснащалась новым четырёхлитровым мотором и эти автомобили назывались 330 America.

## 330 GT 2+2
Четырёхместное купе 330 GT (Gran Turismo) 2+2 было впервые показано на ежегодной предсезонной пресс-конференции Ferrari в январе 1964 года. Энцо Феррари сам опробовал первые собранные образцы и, некоторое время, использовал один из них как личный автомобиль. Широкой публике модель была представлена на автосалоне в Брюсселе, как замена 250 GT 2+2. Производство автомобиля продолжалось с 1964 по 1967 годы, когда он был заменён на модель 365 GT 2+2. Всего было выпущено две серии, которые отличались отделкой передней части: первая серия (1964—1965) имела четыре фары, когда как вторая (1965—1967) — только две. За это время было сделано 625 автомобилей первой серии и 474 — второй, что в целом превысило выпуск примерно за такой же период модели 250 GT 2+2. Концепция кузова вместимостью 2+2 оказалась популярной на тот период времени.

### Кузов и оборудование
Внешний вид автомобиля 330 GT 2+2 был создан американским дизайнером Томом Тьярдой (Tom Tjaarda), который работал в то время на студии Pininfarina. Оригинальные четыре фары в окантовке, крупные снаружи и меньшего диаметра внутри, придавали модели «американский» внешний вид, так как спаренные фары были очень модными в США в середине 1960-х.
Остальные линии кузова были более гладкими и скруглёнными, по сравнению с несколько угловатой окантовкой фар. Кузов заканчивался выступающим покатым багажником приличной вместимости и небольшими горизонтальными задними фонарями, заходящими на крылья. Увеличенная, по сравнению с предшественником, на 50 миллиметров колёсная база совместно с переработанным интерьером дала задним пассажирам дополнительное пространство для головы и ног, не ущемляя сидящих спереди.

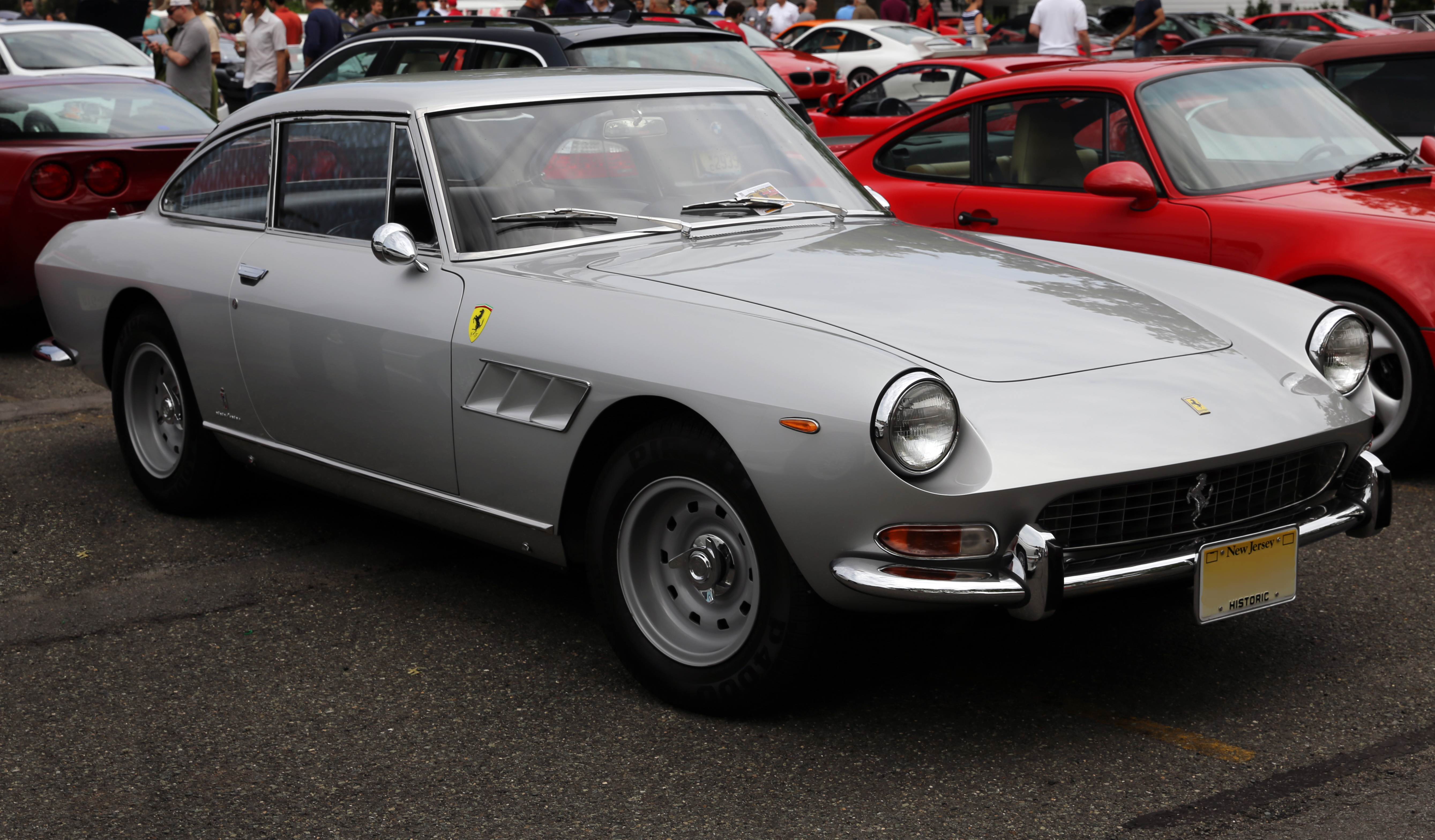
Ferrari 330 GT 2+2 второй серии, фар осталось только две, появились «клыки» на бамперах и новые воздуховоды на передних крыльях, хорошо видны новые литые колёса

Модели второй серии с изменённой отделкой передней части появились примерно в середине 1965 года. Комбинация из двух фар с каждой стороны была заменена на одиночные фары. Это сделало модель очень похожей на автомобиль 275 GTS. Была изменена форма воздуховодов на передних крыльях: вместо одиннадцати мелких прорезей, отсылающих к дизайну модели 250 GTE, появились три крупных, как у модели 275 GTS. На переднем и заднем бамперах появились обрезиненные «клыки». Интерьер, также, был немного изменён: напольные педали были заменены на подвесные, появилась центральная консоль, изменилось расположение рычага переключения передач и вентиляционных отверстий.

### Двигатель и трансмиссия

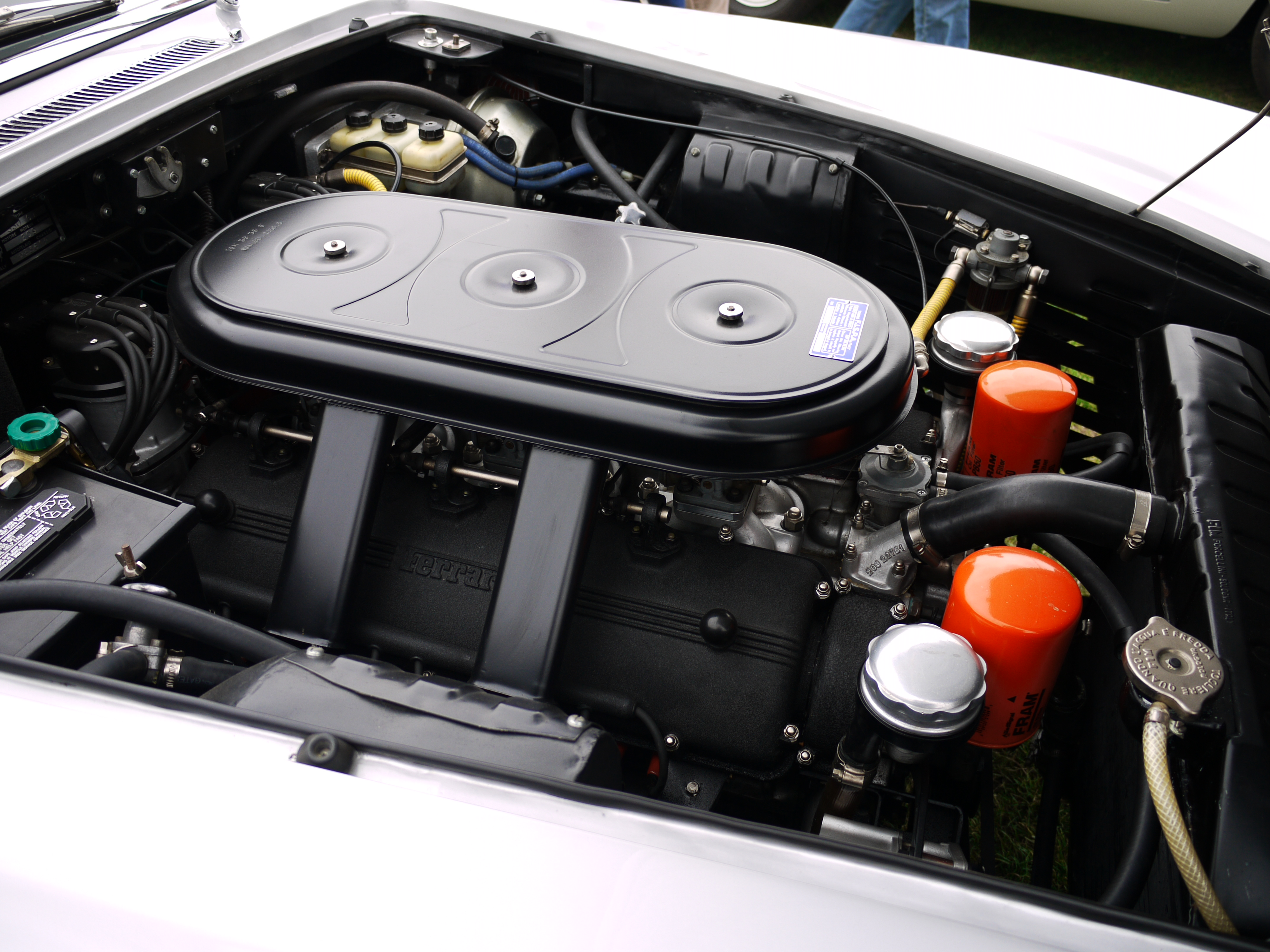
Двигатель Ferrari 330 GT 2+2 второй серии

Автомобиль оснащался новым четырёхлитровым V-образным двенадцатицилиндровым двигателем с заводским номером 209, развивавшим мощность в 300 л. с. Конструкция двигателя базировалась на оригинальном «коротком блоке» разработки Коломбо, но этот мотор имел немного удлинённый блок цилиндров, по сравнению с двигателем модели 400 Superamerica, развитием которого он был. Это было связано с тем, что для адекватного охлаждения цилиндров большего диаметра было увеличено расстояние между ними.
Мотор имел по одному верхнему распредвалу в каждой головке цилиндров (SOHC), оборудовался блоком из трёх двухкамерных карбюраторов Weber, двумя катушками и распределителями зажигания, размещёнными в задней части блока. Двигатель состыковывался с четырёхступенчатой полностью синхронизированной коробкой передач с отдельным блоком повышающей передачи с электромеханическим приводом.
Небольшой планетарный редуктор производства фирмы Laycock устанавливался между коробкой передач и карданным валом. При включении, он увеличивал обороты вала на выходе, по сравнению с оборотами на входе (овердрайв). Повышающая передача позволяла снизить обороты двигателя и экономить топливо.
Последние автомобили первой серии и все второй оборудовались пятиступенчатой полностью синхронизированной коробкой передач. При переходе с четырёх- на пятиступенчатую коробку передач, привод сцепления сменился с механического на гидравлический. От коробки передач карданный вал передавал вращение на жёсткий задний мост.

### Ходовая часть
Кузов устанавливался на шасси с колёсной базой в 2650 миллиметров, которое имело заводской номер 571. Конструкция шасси была стандартной для автомобилей Ferrari того времени: крупные, овального сечения продольные трубы с поперечинами и дополнительными, приваренными к основной раме элементами, предназначенными для крепления кузова и оборудования.
Модель имела пружинную независимую переднюю подвеску на поперечных рычагах неравной длины, зависимый задний мост на рессорах и гидравлические телескопические амортизаторы спереди и сзади. Тормоза всех колёс были дисковыми с гидроприводом, разделённым на два контура. Рулевое управление могло устанавливаться справа или слева и, по заказу, оборудовалось усилителем. Спицованные колёса Borrani, долгое время бывшие стандартным оснащением автомобилей Ferrari, были заменены на литые, также с единственной центральной гайкой крепления.

### Специальные модели

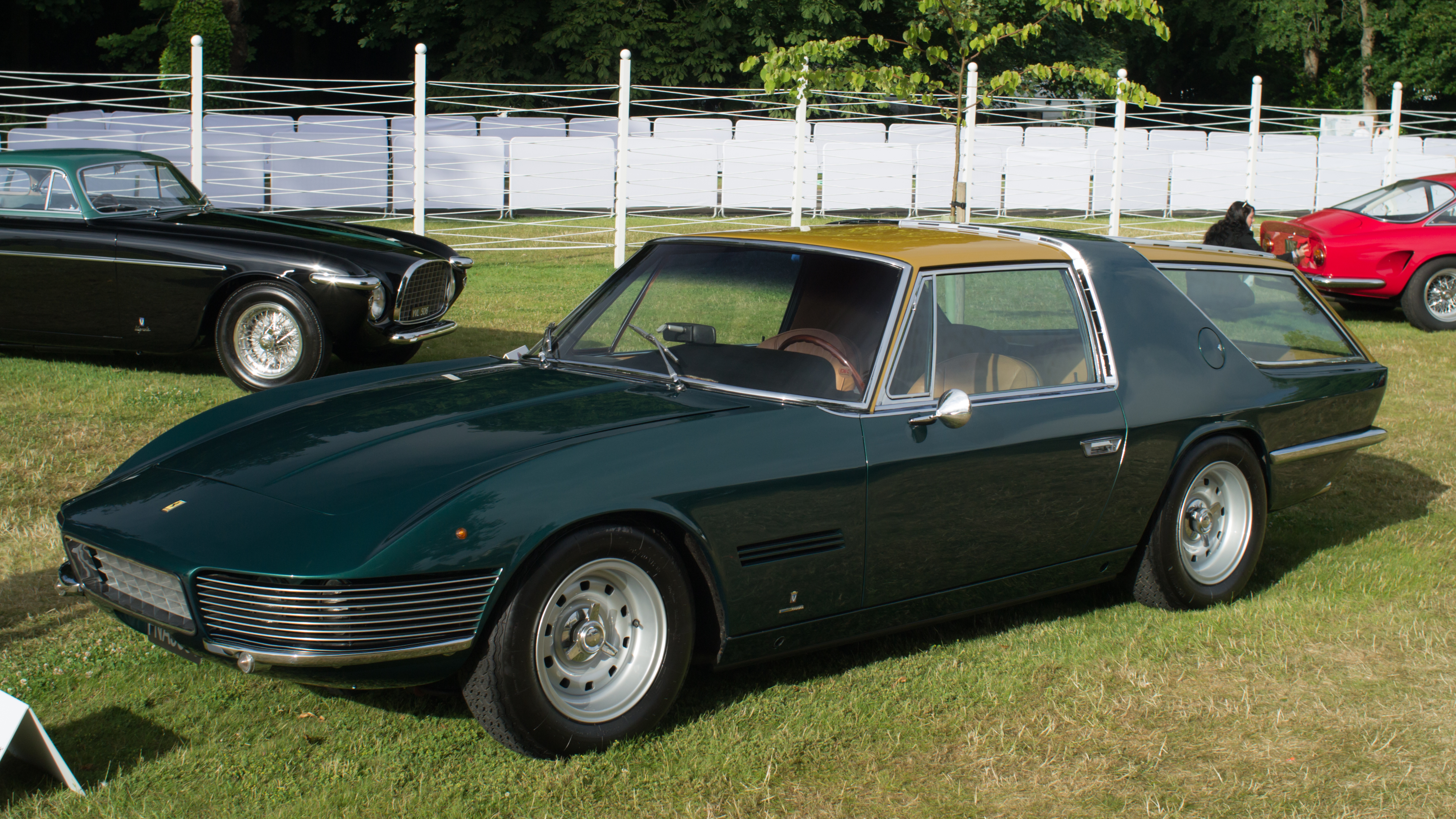
Ferrari 330 GT Shooting Brake с кузовом универсал

По заказу американского представительства Ferrari на базе модели был построен один универсал. Автомобиль 330 GT Shooting Brake был впервые показан на автосалоне в Турине в 1968 году. Кузов изготовления Vignale был выполнен в стилистике только что вышедшего на экраны фильма Стэнли Кубрика Космическая одиссея 2001 года.
Ещё один оригинальный автомобиль 330 GT 2+2 Navarro был изготовлен в 1967—1968 годах небольшой кузовостроительной фирмой Пьера Дого (Piero Drogo). Созданный по заказу владельца ночного клуба, этот странный автомобиль нёс его имя (Navarro) и был покрашен в золотой цвет.

## 330 GTC/GTS
Двухместное закрытое купе 330 GTC (Gran Turismo Coupe) впервые было показано на женевском автосалоне 1966 года, как дополнительная модель к производственному ряду Ferrari. Этот автомобиль занимал нишу между моделью 275 GTB, на чьём шасси он был основан, и более солидной моделью 330 GT 2+2, чей четырёхлитровый двигатель был на него установлен. Созданный на фирме Pininfarina очень элегантный кузов нёс в себе черты модели 500 Superfast в передней части и походил на 275 GTS сзади. Необычной чертой 330 GTC было то, что он имел на багажнике обозначение «330». Не считая его, всего несколько автомобилей Ferrari имели собственное обозначение на кузове и, как правило, это были специальные модели.
За период чуть больше двух лет, до конца 1968 года, было изготовлено 598 автомобилей с левым и правым расположением руля. Модель 330 GTC многими считалась самым красивым автомобилем эпохи. Помимо своих очевидных стройных линий, он предлагал изрядную мощность, сочетавшуюся с лёгким управлением, просторный салон и большой багажник, отличную обзорность и изысканный звук двенадцатицилиндрового мотора.

### Кузов и оборудование
Кузов автомобиля был разработан на фирме Pininfarina, там же изготавливался и, в полностью собранном виде, поступал на завод Ferrari, где объединялся с механическими компонентами.
Автомобиль имел узкую овальную решётку радиатора, фары, расположенные в выступах на крыльях, по бокам которых имелись вентиляционные отверстия с блестящей окантовкой по трём сторонам, выводящие воздух из подкапотного пространства. Салон со стойками кузова небольшой ширины придавал автомобилю «воздушный» вид. Тонкие и элегантные бампера, размещённые по углам задней части автомобиля, дополняли композицию.
Перед водителем располагался красивый трёхспицевый руль с деревянным ободом. Руль возвышался над выступающей панелью приборов с крупными круглыми тахометром и спидометром. Трио меньших по размерам указателей между ними показывали температуру охлаждающей жидкости, давление и температуру масла, все с белой графикой на чёрном фоне. По центру передней панели размещался ещё один ряд из трёх приборов: указатель уровня топлива, часы и амперметр. Со стороны пассажира имелся запираемый, с подсветкой, перчаточный ящик.
Верхняя часть передней панели имела мягкое покрытие, а её лицевая сторона и панель приборов были отделаны тиком. Центральная консоль с рядом переключателей, вентиляционных отверстий и радио, простиралась, сужаясь от нижней кромки передней панели вниз, на трансмиссионный тоннель и далее между сиденьями до задней перегородки. В передней её части располагался хромированный рычаг переключения передач с чёрным набалдашником, рядом, также блестящая, пепельница, ниже — прикуриватель, расположенный между двумя кнопками включения стеклоподъёмников.

### Двигатель и трансмиссия
Четырёхлитровый V-образный двенадцатицилиндровый двигатель с заводским обозначением 209/66 имел практически те же характеристики, что и у модели 330 GT 2+2. Отличие заключалось в том, что у него было только две опоры, вместо четырёх у предшественника. Разнесённая трансмиссия, выполненная по схеме трансэксл была такой же, что устанавливалась на поздние модели 275 GTB. Двигатель располагался спереди, совмещённая с главной передачей и дифференциалом пятиступенчатая коробка передач — сзади, между ними труба, жёстко соединяющей оба агрегата. Внутри трубы размещался вал с промежуточной опорой, передающий вращение от двигателя к задним колёсам. За всё время производства в силовой привод было внесено всего несколько изменений: два масляных радиатора были заменены на один, была модернизирована система подачи топлива и в коробке передач стали применять синхронизаторы с молибденовым покрытием.

### Ходовая часть
Кузов устанавливался на шасси с колёсной базой в 2400 миллиметров, изготовленное из стальных труб и имевшее заводское обозначение 592. Общая компоновочная схема автомобиля была такой же, как и у модели 275 GTB, так же, как и вся механика. Задняя независимая подвеска с поперечными рычагами имела пружины в качестве упругих элементов, у передней пружинной независимой подвески было по два рычага не равной длины с каждой стороны, червячный рулевой механизм не имел усилителя. На всех четырёх колесах были установлены дисковые тормоза фирмы Girling, тросовый привод стояночного тормоза действовал на отдельные механизмы, установленные на задних тормозных дисках. Автомобиль имел литые колёса элегантной формы с десятью отверстиями, которые традиционно крепились одной центральной гайкой. Отдельно можно было заказать колёса фирмы Borrani со спицами.

### Специальные модели
В 1967 году на брюссельском автосалоне фирмой Pininfarina был представлен автомобиль 330 GTC с особым кузовом, созданный для бельгийской принцессы Лилиан. Принцесса была не чужда специальных моделей Ferrari, это был третий её автомобиль такого типа. Она владела им до самой своей смерти в возрасте 85 лет в 2002 году.
Передняя часть этого оригинального автомобиля была взята от модели 365 California. У трёх из четырёх изготовленных экземпляров были дополнительные поднимающиеся фары на носу. Заднее панорамное стекло было расположено между удлинёнными задними стойками, простиравшимися до самой кромки багажника. По три задних фонаря на фоне хромированных прямоугольников располагались над сплошным бампером. Каждый из автомобилей немного отличался от других, наиболее заметным было разное оформление вентиляционных отверстий на передних крыльях.
Второй автомобиль, выставленный в марте 1967 года на женевском автосалоне, получил американский кардиохирург Майкл Эллис Дебейки. Экземпляр за номером три был изготовлен для Марии Магдалены Да Лиска (Maria Maddalena Da Lisca) из Кортина-д’Ампеццо. Последний — был для доктора Франко Пальма (Franco Palma) из Рима. Первые два автомобиля из четырёх были покрашены в лазурный цвет и оснащались чёрным кожаным салоном. Два последних имели серебристую окраску с чёрным, один и синим, второй кожаными салонами.

### 330 GTS

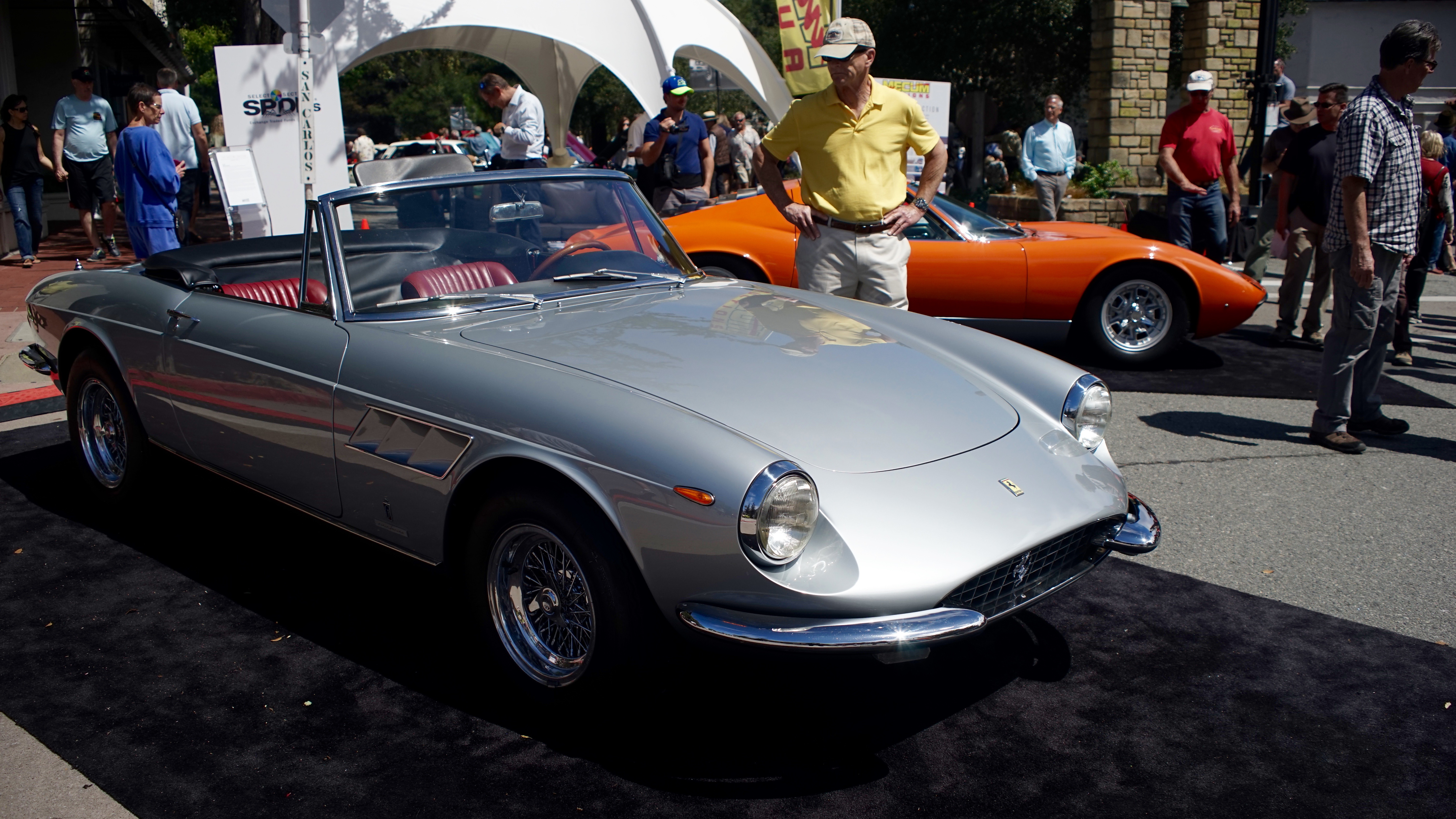
Ferrari 330 GTS с открытым кузовом родстер (спайдер)

Открытая двухместная модель 330 GTS (Gran Turismo Spider) была представлена на парижском автосалоне в октябре 1966 года. В ателье Pininfarina вновь создали чистых и элегантных форм кузов, который мгновенно стал хитом у почитателей марки. Автомобиль помог Ferrari утвердиться на зарождающимся рынке мощных спортивных автомобилей класса люкс.
После представления закрытого автомобиля 330 GTC в начале 1966 году, открытая версия с кузовом родстер (спайдер) 330 GTS, также появилась в продаже, позже, в середине года, ещё до её официального показа осенью. Модель заменила собой автомобиль 275 GTS в линейке Ferrari и производилась до конца 1968 года. Всего было выпущено 100 экземпляров с правым и левым расположением руля.
За исключением складывающийся крыши, модель 330 GTS была полностью идентична закрытому автомобилю 330 GTC. Поднятая крыша удерживалась парой защёлок сверху ветрового стекла, в сложенном же состоянии она размещалась за сиденьями и прикрывалась виниловой накидкой на кнопках. Так же как и для модели 275 GTS, предлагалась отдельная жёсткая крыша, но заказывалась она крайне редко.

## 330 LM, 330 TR

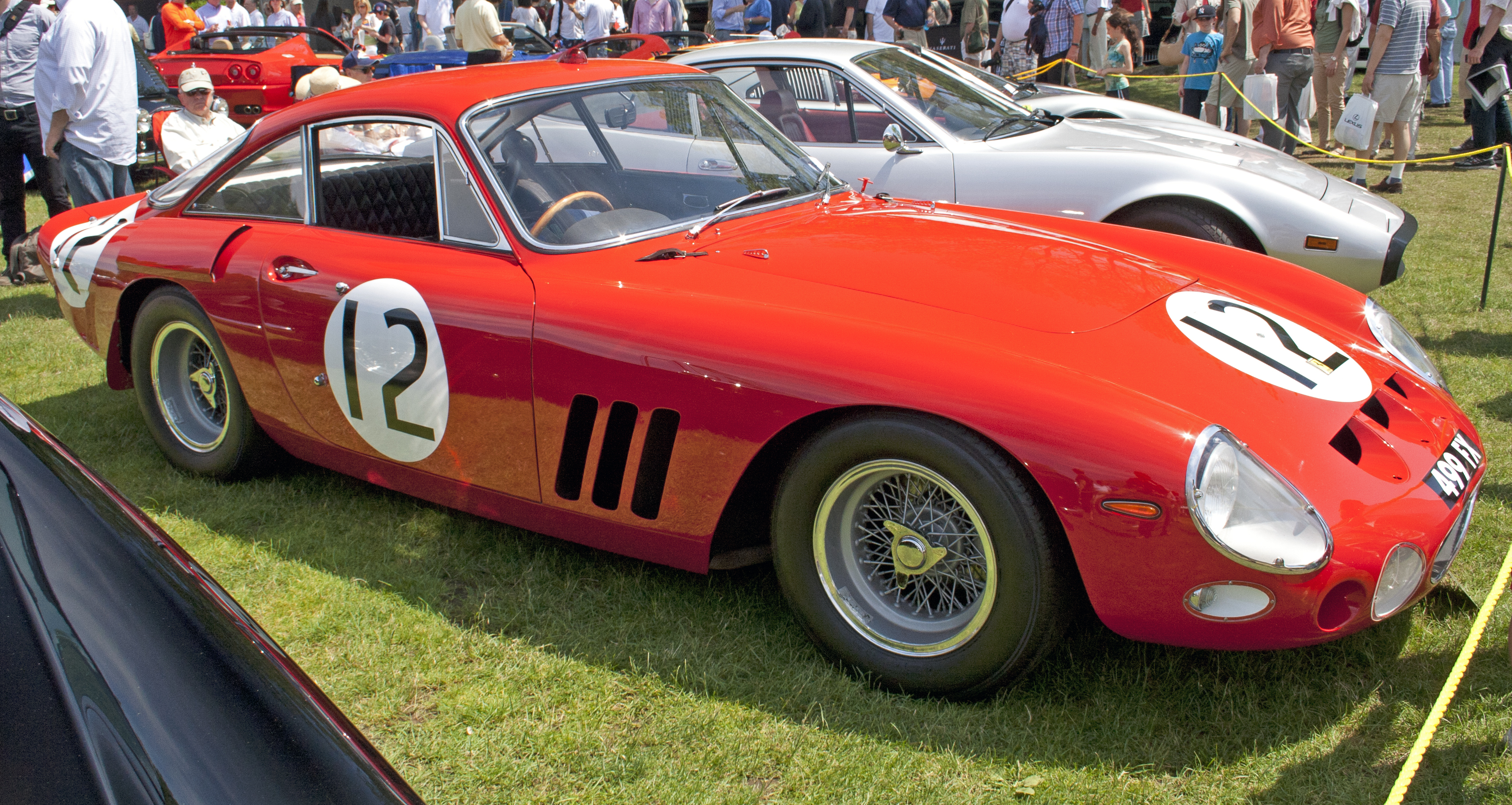
Ferrari 330 LM

Гоночная берлинетта 330 LM/LMB (Le Mans/LeMans Berlinetta) была изготовлена в 1962 году для выполнения изменившихся требований FIA, разрешивших использовать большие двигатели в соревнованиях на выносливость. Автомобиль оснащался расположенным спереди четырёхлитровым V-образным двенадцатицилиндровым двигателем мощностью 390 л. с. Формы кузова первых двух автомобилей, сделанных в ателье Carrozzeria Scaglietti, были очень похожи на очертания модели 250 GTO, поэтому их иногда называют «четырёхлитровыми GTO». Другие модели, впоследствии построенные на фирме Pininfarina, были ближе к созданному в ателье Touring автомобилю 250 Lucco, с некоторых углов, когда как передок был похож на 250 GTO. Модель 330 LM приняла участие во множестве соревнований, в том числе в 24-часовых гонках в Ле Ман, по названию которых она и получила своё обозначение.

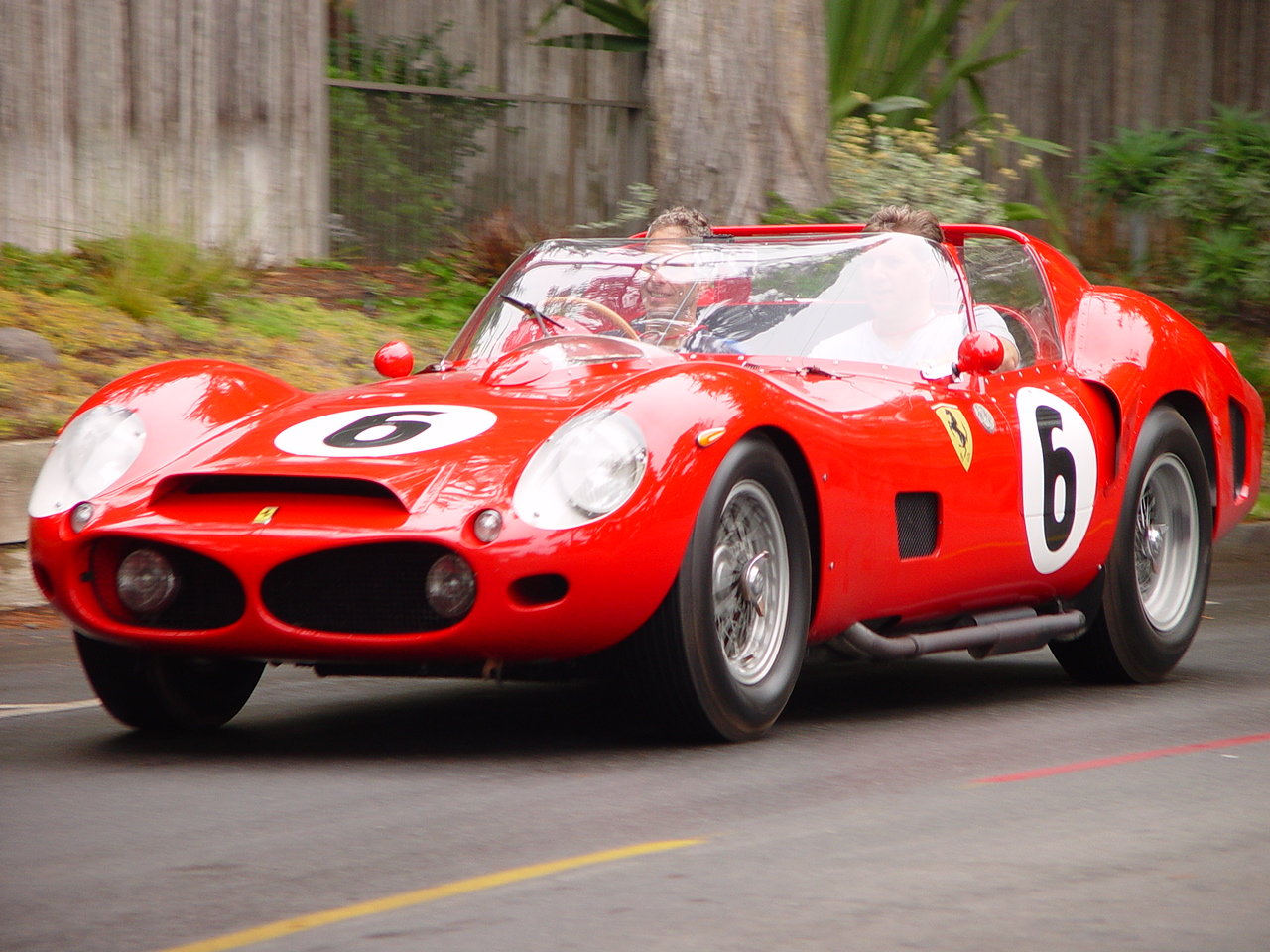
Ferrari 330 TR

Этот единственный прототип, модель 330 TR (Testa Rossa) был последним автомобилем Ferrari с передним расположением двигателя, выигравшим классическую 24-часовую гонку в Ле Ман. Он совершил этот подвиг в 1962 году, ведомый парой легендарных пилотов: американцем Филом Хилом и бельгийцем Оливье Жандебьеном. Модель 330 TR была построена на модернизированном шасси с увеличенной колёсной базой и независимой задней подвеской, последнее иногда упоминается в обозначении: 330 TRI (Testa Rossa Indipendente). Оригинальные линии кузова автомобиля были подобны классическим гоночным баркеттам 1950-х, в качестве силовой установки использовался четырёхлитровый двигатель модели 330 LM, развивавший мощность в 390 л. с. Быстрый и надёжный, после триумфа в гонке, для которой он был построен, автомобиль был продан в команду NART Луиджи Чинетти (англ. Luigi Chinetti), где продолжил участвовать в соревнованиях.

## Комментарии
1. ↑  Сухая масса автомобиля без технических жидкостей (охлаждающая и тормозная жидкости, моторное  и трансмиссионное масла и т.п.), немного меньше снаряженной массы.
2. ↑  Сайт любителей марки Barchetta Архивная копия от 1 января 2017 на Wayback Machine приводит цифру в 6 изготовленных экземпляров модели 330 LM.